# Chiari
Chiari (en brescià: Ciare, pronunciat localment [ˈtʃare]) és un municipi italià, situat a la regió de la Llombardia i a la província de Brescia.

## Història
L'any 1701 fou l'escenari d'una de les derrotes borbòniques al front de guerra italià de la Guerra de Successió Espanyola, la batalla de Chiari.

## Personalitats
- Lento Goffi, (1923-2008) poeta